# Émetteur de Brumath
L'émetteur de Brumath était un émetteur de radiodiffusion situé à Brumath dans le Bas-Rhin, mis en service le 11 novembre 1930 et désaffecté en 1952.
Il s'agit à sa mise en service du premier émetteur établi en Alsace. D'une puissance de 12kW, il est destiné à la diffusion radiophonique en ondes moyennes à 869kHz de fréquence et 345,2 mètres en Longueur d'onde. Dans le contexte des années 1930, cette puissance permet de diffuser la radio bilingue français-alsacien Radio Strasbourg PTT non seulement sur toute l'Alsace mais globalement en France et sur une partie de l'Allemagne.

## L'émetteur de 1930
En 1930, la France souhaite depuis plusieurs années installer un puissant émetteur radio en Alsace. L'objectif est de contrer les programmes allemands reçus dans la région en provenance des émetteurs outre-Rhin. Ce projet est poussé localement par Charles Staehling, maire adjoint à Strasbourg, président de l'Association Radio Strasbourg PTT, qui a fondé en 1927 la Société d'études pour la création d'un centre de radio-diffusion, et à laquelle s'associent le Radio-Club du Bas-Rhin et le Syndicat des industries radio-électriques d'Alsace.
Un terrain est acquis par l'administration des PTT entre Brumath et Krautwiller, entre la route de Krautwiller et la voie ferrée de la ligne de Paris à Strasbourg. Un bâtiment de forme octogonale y est construit. Il abrite au rez-de-chaussée les salles des machines, des accumulateurs et les chaufferies. Au premier étage sont installés les appareils d'émission et de modulation. Quatre lampes de 3 kW montées en parallèle offrent à l'antenne une puissance de 12 kW.

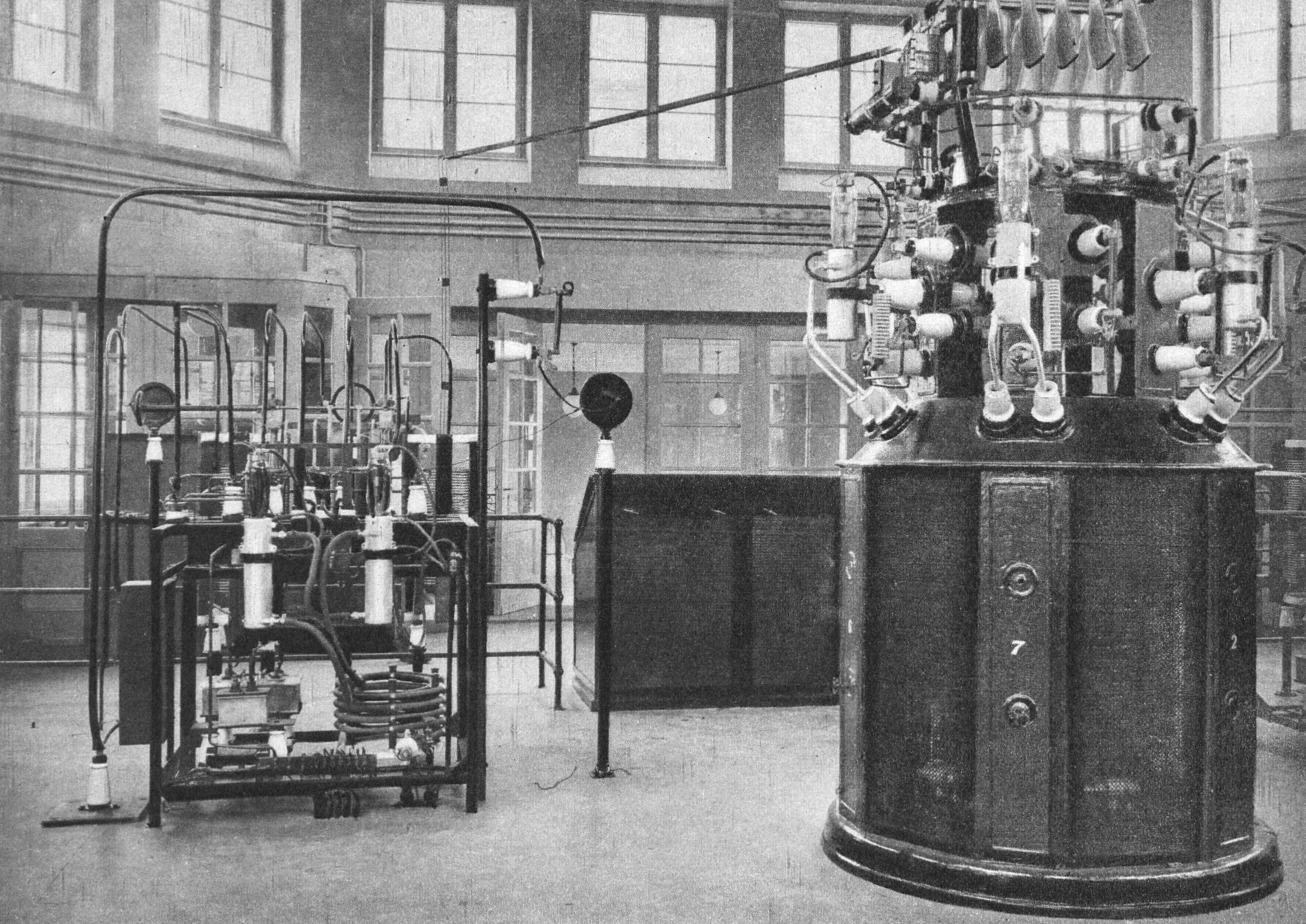
Intérieur de la salle des appareils d'émission

À l'extérieur, deux pylônes métalliques de 100 mètres de haut encadrent le bâtiment technique et soutiennent une antenne en T. Quatre ailes du bâtiment servent de logement au personnel de la station et de locaux divers. Un câble souterrain relie l'émetteur de Brumath aux studios de Radio Strasbourg PTT situés rue de la Nuée Bleue à Strasbourg, dans l'immeuble de la préfecture de police, ainsi que des lignes téléphoniques.
L'émetteur est inauguré le 11 novembre 1930 pour diffuser la première émission de Radio Strasbourg PTT.
Au début de la Seconde Guerre mondiale, Radio Strasbourg déménage à Paris mais continue d'alimenter l'émetteur depuis la capitale en maintenant des techniciens à Brumath. L'émetteur et les bâtiments sont finalement dynamités par l'armée française le 14 juin 1940 lors de l'avancée des troupes allemandes, tandis que la station de radio se saborde. Le site est aujourd'hui occupé par une zone logistique.

## L'émetteur d'après-guerre et la désaffectation
Après la guerre, un nouvel émetteur de 10kw équipé de trois mats est reconstruit en 1946, à quelques centaines de mètres du site d'avant-guerre, sur une vaste parcelle agricole entourée par la Zorn et bordée par le moulin Goepp qui abrite l'émetteur. Ce nouvel émetteur permet la diffusion de Radio Strasbourg à la suite de l'abandon du site de Molsheim.
À la suite de l'inauguration le 21 septembre 1952 du nouvel émetteur de Sélestat, l'émetteur de Brumath est définitivement désactivé,.